# Klimov VK-1
Klimov VK-1 byl sovětský proudový motor vzniklý dalším vývojem, založeném na konstrukci britského proudového leteckého motoru Rolls-Royce Nene. Koncepčně je sice shodný s původním britským vzorem - motor Nene byl v SSSR vyráběn pod označením RD-45, ale je překonstruovaný a má oproti vzoru vyšší výkony; tahem leží mezi motory Rolls-Royce Nene a Rolls-Royce Tay (také byl vyráběn v licenci americkou firmou Pratt & Whitney jako typ J48, nezaměňovat s pozdějším dvouproudovým motorem pohánějícím civilní letouny).
Motor VK-1 poháněl stíhací letouny MiG-15bis, MiG-17 (pozdější verze „sedmnáctek“ — MiG-17F, MiG-17PF a PFU — poháněly motory VK-1F, vybavené přídavným spalováním), či dvoumotorové bombardovací letouny Iljušin Il-28.
Jde o turbokompresorový motor jednohřídelové koncepce, s radiálním kompresorem, devíti přímoproudými spalovacími komorami a jednostupňovou axiální turbínou.
Maximální vzletový tah motoru byl 2700 kp (26,48 kN) při 11 560 ot/min. Verze VK-1F, vybavená přídavným spalováním, měla krátkodobě tah 3380 kp (33,15 kN).

## Specifikace (VK-1)

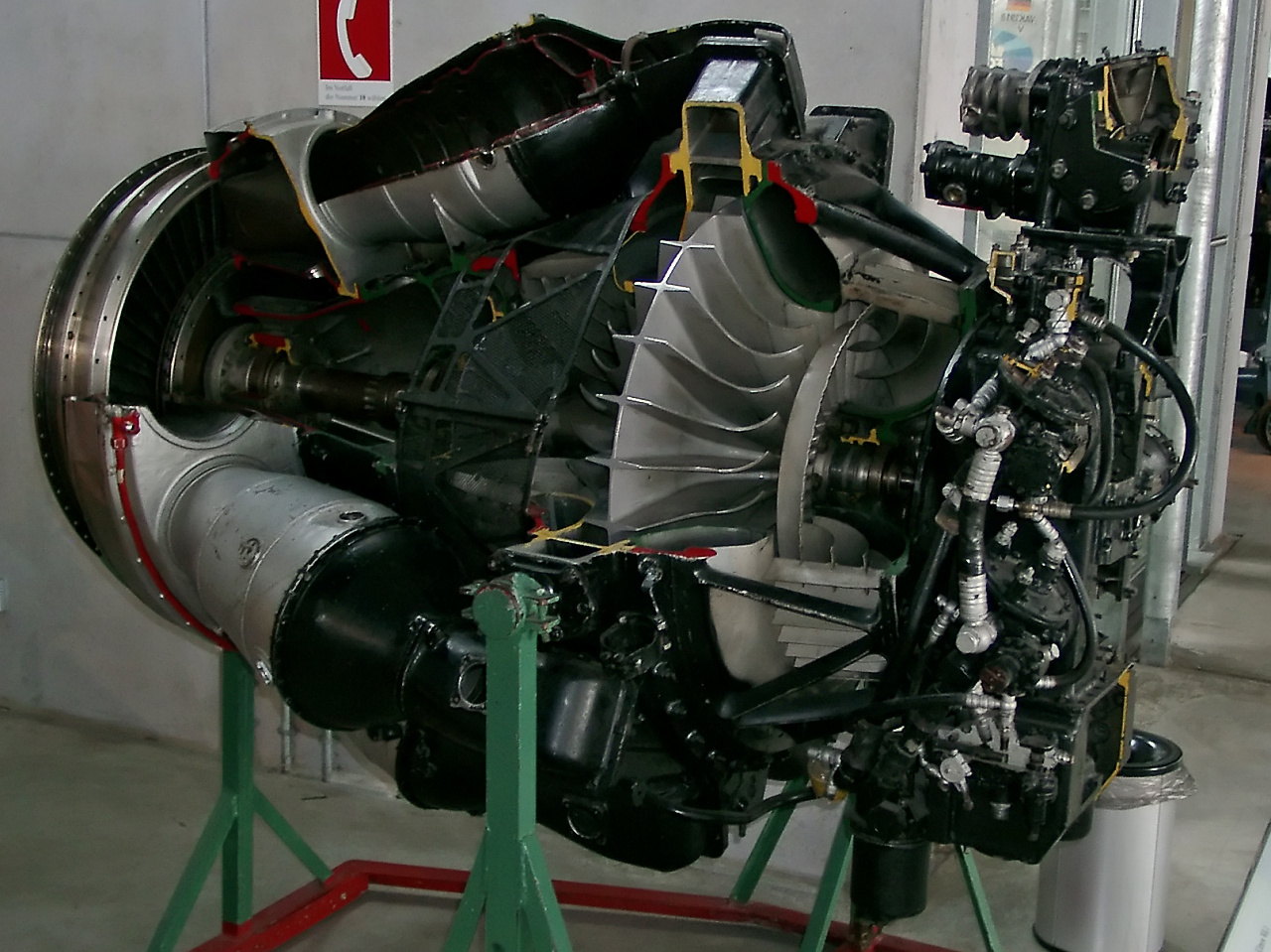
Klimov VK-1 v řezu

### Technické údaje
- Typ: proudový motor
- Průměr: 1 300 mm
- Délka: 2 600 mm
- Hmotnost suchého motoru: 872 kg

### Součásti
- Kompresor:radiální kompresor
- Spalovací komora: trubková
- Turbína: jednostupňová axiální
- Palivo:

### Výkony
- Maximální tah: 26,5 kN (5 955 lbf)
- Měrná spotřeba paliva: 109,1 kg/(kN·h) (1,07 lb/(lbf·h))
- Poměr tah/hmotnost: 30,38 N/kg (3.1:1)